# Radu Albot
 Radu Albot  (Chisináu; 11 de noviembre de 1989) es un tenista profesional moldavo el único de su país en entrar en el top100 y en ganar un torneo de categoría ATP.

## Carrera
Su clasificación más alta a nivel individual fue el puesto n.º 44, alcanzado el 22 de abril de 2019. A nivel de dobles alcanzó el puesto n.º 68 el 22 de junio de 2015.
Ha ganado hasta el momento 8 títulos de la categoría ATP Challenger Series, uno de ellos en individuales y los siete restantes en la modalidad de dobles.

### Copa Davis
Desde el año 2007 es participante del Equipo de Copa Davis de Moldavia con un récord de partidos ganados/perdidos de 34-13 en total (23-6 en individuales y 11-7 en dobles). Es el jugador que más partidos ha ganado para su país en la modalidad de dobles y también el que más partidos ganó.

### 2013
En el mes de septiembre obtuvo su primer título en individuales cuando ganó el Challenger de Fergana derrotando en la final al serbio Ilija Bozoljac por 7-69, 6-73, 6-1. Y un mes más tarde ganó el dobles del Challenger de Kazan junto al uzbeko Farrukh Dustov como compañero. Derrotaron en la final a los bielorrusos Igor Gerasimov y Dzmitry Zhyrmont por 6-2, 6-73, 10-7.

### 2014
En abril ganó el Challenger de Mersin en dobles por segunda vez junto a Jaroslav Pospíšil derrotando en la final a los italianos Thomas Fabbiano y Matteo Viola por 7-67, 6-1. Un mes más tarde el Challenger de Roma con el neozelandés Artem Sitak derrotando a otros italianos Andrea Arnaboldi y Flavio Cipolla por 4-6, 6-2 11-9. A mediados de julio ganó el Challenger de Posnania disputado en Polonia. Junto al checo Adam Pavlásek como compañero derrotaron en la final a la pareja formada por el polaco Tomasz Bednarek y el finés Henri Kontinen por 7-5, 2-6, 10-8. En el mes de agosto ganó el Challenger de San Marino con el español Enrique López-Pérez como pareja. Derrotaron en la final a Franko Škugor y Adrian Ungur por 6-4, 6-1.

## Títulos ATP (1; 0+1)

### Individual (1)
| Leyenda                   |
| Grand Slam (0)            |
| Juegos Olímpicos (0)      |
| ATP World Tour Finals (0) |
| ATP Masters 1000 (0)      |
| ATP World Tour 500 (0)    |
| ATP World Tour 250 (1)    |

| N.º | Fecha                 | Torneo       | Superficie | Oponente en la final | Resultado        |
| --- | --------------------- | ------------ | ---------- | -------------------- | ---------------- |
| 1.  | 24 de febrero de 2019 | Delray Beach | Dura       | Daniel Evans         | 3-6, 6-3, 7-6(7) |

### Dobles (1)
| Leyenda                   |
| Grand Slam (0)            |
| Juegos Olímpicos (0)      |
| ATP World Tour Finals (0) |
| ATP Masters 1000 (0)      |
| ATP World Tour 500 (0)    |
| ATP World Tour 250 (1)    |

| N.º | Fecha             | Torneo   | Superficie    | Compañero     | Oponentes en la final          | Resultado   |
| --- | ----------------- | -------- | ------------- | ------------- | ------------------------------ | ----------- |
| 1.  | 3 de mayo de 2015 | Estambul | Tierra batida | Dušan Lajović | Robert Lindstedt Jürgen Melzer | 6-4, 7-6(2) |

#### Finalista (1)
| N.º | Fecha                 | Torneo | Superficie | Compañero        | Oponentes en la final          | Resultado        |
| --- | --------------------- | ------ | ---------- | ---------------- | ------------------------------ | ---------------- |
| 1.  | 25 de octubre de 2015 | Moscú  | Dura (i)   | František Čermák | Andréi Rubliov Dmitry Tursunov | 6-2, 1-6, [6-10] |

## Challenger

### Individuales
| N.º | Fecha      | Torneo                 | Superficie    | Oponente en la final | Resultado       |
| --- | ---------- | ---------------------- | ------------- | -------------------- | --------------- |
| 1.  | 29.09.2013 | Challenger de Fergana  | Dura          | Ilija Bozoljac       | 7-69, 6-73, 6-1 |
| 2.  | 01.03.2015 | Challenger de Calcuta  | Dura          | James Duckworth      | 7-60, 6-1       |
| 3.  | 05.06.2016 | Challenger de Fürth    | Tierra batida | Jan-Lennard Struff   | 6-3, 6-4        |
| 4.  | 19.06.2016 | Challenger de Fergana  | Dura          | Konstantin Kravchuk  | 6-4, 6-2        |
| 5.  | 05.11.2017 | Challenger de Shenzhen | Dura          | Hubert Hurkacz       | 6-2, 6-4        |
| 6.  | 28.10.2018 | Challenger de Liuzhou  | Dura          | Miomir Kecmanović    | 6-2, 4-6, 6-3   |
| 7.  | 21.11.2021 | Challenger de Pau      | Dura (i)      | Jiří Lehečka         | 6-2, 7-65       |
| 8.  | 18.09.2022 | Challenger de Estambul | Dura          | Lukáš Rosol          | 6-2, 6-0        |

### Dobles
| No. | Fecha      | Torneo                   | Superficie    | Pareja              | Rival en la final                | Resultado       |
| --- | ---------- | ------------------------ | ------------- | ------------------- | -------------------------------- | --------------- |
| 1.  | 14.04.2012 | Challenger de Mersin (1) | Tierra batida | Denys Molchanov     | Alessandro Motti Simone Vagnozzi | 6–0, 6–2        |
| 2.  | 05.05.2012 | Challenger de Ostrava    | Tierra batida | Teimuraz Gabashvili | Adam Pavlásek Jiří Veselý        | 7–5, 5–7, 10–8  |
| 3.  | 26.10.2013 | Challenger de Kazan      | Dura (i)      | Farrukh Dustov      | Igor Gerasimov Dzmitry Zhyrmont  | 6-2, 6-73, 10-7 |
| 4.  | 12.04.2014 | Challenger de Mersin (2) | Tierra        | Jaroslav Pospíšil   | Thomas Fabbiano Matteo Viola     | 7-67, 6-1       |
| 5.  | 09.05.2014 | Challenger de Roma       | Tierra        | Artem Sitak         | Andrea Arnaboldi Flavio Cipolla  | 4-6, 6-2 11-9   |
| 6.  | 19.07.2014 | Challenger de Posnania   | Tierra        | Adam Pavlásek       | Tomasz Bednarek Henri Kontinen   | 7-5, 2-6, 10-8  |
| 7.  | 09.08.2014 | Challenger de San Marino | Tierra        | Enrique López-Pérez | Franko Škugor Adrian Ungur       | 6-4, 6-1        |